# 법조단지
법조단지는 법원을 비롯하여 법과 관련된 건물들이 모인 단지를 일컫는 단어이다. 법원을 비롯하여 검찰청, 변호사, 법무사의 사무실들이 모여있는 곳도 법조단지에 해당된다.

## 설명
법조단지에는 각종 사법 기관들이 모인 곳으로 대한민국의 법을 공정하게 수행하기 위한 역할을 수행하게 된다. 교도소의 경우에도 법조단지에 같이 설립되어 있는 경우가 있으며 서울특별시의 서초구에 대한민국의 법조단지들이 제일 발달되어 있다. 대한민국의 사법 기관이 주로 모여있는 법조단지에는 서울특별시 서초구 외에 서울특별시 송파구, 인천광역시 미추홀구, 경기도 수원시 영통구, 부산광역시 연제구, 대구광역시 수성구, 광주광역시 동구, 대전광역시 서구, 울산광역시 남구, 전북특별자치도 전주시 덕진구가 있으며 그외 대한민국에서 사법 기관들이 들어선 지역에도 법조단지가 조성되어 있다.

## 같이 보기
- 법원
- 건물